# ラス・ラーヌーフ
ラス・ラーヌーフ([ˌrɑːs ləˈnuːf] (アラビア語: راس لانوف Raʾs Lānūf, または Ra’s al-Unūf )は、リビアの都市。リビア北部、トリポリタニアのスルト県に属し、地中海（シドラ湾）に面する港湾都市である。1984年に完成したラス・ラーヌーフ製油所は、1日に原油22万バレルの精製能力を持つ。この製油所はリビア国営石油公社の子会社であるラス・ラーヌーフ石油ガス処理会社によって運営されている。また、この町にはAmal–Ra's Lanuf、Messla–Ra's Lanuf、Defa-Ra's Lanufの3本のパイプラインの終点であり、石油化学コンビナートと大規模な石油基地が存在する。

## 歴史
ラス・ラーヌーフは古代にはギリシャ人のペンタポリスの領域に含まれていた。ペンタポリスの西の境界はArae Philaenorumにあるとされており、一部の歴史家はこれをラス・ラーヌーフから40㎞東にあるEl Agheilaに比定するものの、他の多くの歴史家はこれをラス・ラーヌーフ近郊に比定しており、このためこの地を植民地化していたイタリア政府はここにPhilaeniアーチを建設した。このアーチは1973年に破壊されるまでこの地に立っていた。
オスマン帝国支配ののち、ラス・ラーヌーフはイタリア領トリポリタニアの一部となった。
第二次世界大戦の北アフリカ戦線においては、1941年4月3日、「4月1日に連合軍の爆撃機がラス・ラーヌーフでドイツ軍およびイタリア軍の自動車輸送部隊を激しく攻撃し、多くの車両を破壊した」とのイギリスの声明が発表されている。その後ラス・ラーヌーフはイギリスに占領された。リビア独立後、1983年にビン・ジャワド県の一部となったのち、1987年からはスルト県の一部となった。
1984年にはBrega and Ra's Lanuf Higher Committeeによって近隣の石油産業の従業員40,000人を収容する想定で大規模な都市計画が立案され、建設が開始された。この計画によって新たに建設された都市は海岸沿いに広がっており、美しい景観が楽しめ、また町のどの地域からもすぐ海にアクセスすることができた。町の構造は機能的階層に基づいており、3つの中心部がそれぞれ地中海に面した公共エリアとコミュニティ施設を備えている。このエリアはそれぞれ高層住宅群によってとりかこまれ、公共、商業、レクリエーションの各施設はそれぞれ歩道によって結ばれている。この計画はDevecon Engineers and Architectsによって実施された。
リビア内戦時には、2011年3月4日に激しい戦闘があった後、反政府軍がラス・ラーヌーフを占領した。しかし反乱軍の進撃はビン・ジャワドの戦いで阻止され、政府軍の反撃によって3月10日には再びラス・ラーヌーフは政府軍の手に落ちた。さらにここから政府軍は進撃をつづけ、3月27日にはブレガとアジュダービヤーを奪還した。しかし反政府軍は再び反撃し8月23日には再度ラス・ラーヌーフを占領下に置き、ビン・ジャワドとスルトに向けて進撃を開始した。しかし、ラス・ラーヌーフでは9月に入っても散発的に戦闘が続いた。

## 経済
ラス・ラーヌーフは石油化学工業の輸入センターである。ラス・ラーヌーフ製油所は、1日に原油22万バレルの精製能力を持つ。これは、エチレンプラント、ポリエチレンプラント、プラントユーティリティ（発電等付帯設備）、およびラス・ラーヌーフ港からなる大規模な石油化学コンビナートの一部となっている。ラス・ラーヌーフ港は小さな埠頭からなり、Veba Oil Companyおよびラス・ラーヌーフ石油ガス処理会社によって運営されている。ラス・ラーヌーフ港の主な業務は石油および石油製品の積み込みである。この港はベニナ国際空港から西へ約385キロの地点にあり、最大喫水は22mとなっている。
ラス・ラーヌーフはDefa-Ra's Lanuf石油パイプライン（251km）とMajid-Nafora-Amal-Ra's Lanuf石油パイプライン（427km）の終点となっている。またラス・ラーヌーフには、Ra's Lanuf Oil（コード：HLNF）とMatratin（コード：FR3803）の2つの空港がある。

## 近隣の都市
- シドラ（西に24.3km）
- ビン・ジャワド（西に7.0km）
- El Agheila（東に66.7km）
- Qaryat Bishr（東に66.9km）
- ブレガ（東に79.3km）
- ゼラ（南に238.4km）
- マラダ（南に155.8km）